# Crematistica
La crematistica (dal greco: χρηματιστική), è lo studio della ricchezza o un particolare tipo di ricchezza misurata in denaro, storicamente ha avuto diversi livelli di accettazione nella cultura occidentale.
Aristotele stabilì una differenza tra economia e crematistica  che sarebbe stata fondamentale nel pensiero medievale  Per Aristotele, l'accumulazione stessa del denaro è un'attività innaturale che disumanizza coloro che la praticano. Gli scambi commerciali, il denaro per le merci e l'usura creano denaro dal denaro, ma non producono beni utili. 
La crematistica è il procacciamento delle ricchezze, a proposito della quale distingue tra una crematistica naturale, quindi buona, che si limita a procurare le ricchezze necessarie al soddisfacimento dei bisogni, e una crematistica innaturale, che aspira all’aumento indefinito delle ricchezze, trasformando in tal modo in un fine quello che deve essere soltanto un mezzo .